# 숙안공주
숙안공주(淑安公主, 1636년 음력 4월 28일 ~ 1697년 음력 12월 22일)는 조선의 공주로 효종과 인선왕후의 둘째딸이다. 현종의 누나이자 숙종의 고모이다.

## 개요
효종과 인선왕후의 딸로 효종의 총애를 받았다. 하지만 효종의 딸, 현종의 큰누나, 숙종의 고모라는 입장을 앞세워 횡포를 부리고 백성들의 땅과 세금을 갈취하여 세 왕의 노골적인 비호에도 불구하고 탄핵과 소송이 끊이지 않았다.
또한 서인의 당색을 드러내며 정사에 간여하였는데, 조카인 숙종에게 자의대왕대비(장렬왕후)의 조카인 조사석이 임명된 것에 대한 불만을 토로했고, 남인인 희빈 장씨와 숭선군의 아들 동평군 등과 반목하였다.
숙안공주와 숙명공주의 언동은 숙종의 분노를 자아냈고, 숙종은 기사환국때 숙안공주의 아들 홍치상을 처형하였다. 이후 숙안공주는 아들을 잃은 원한을 갚기 위해 서인에게 자금을 대어주고 환국과 인현왕후의 복위를 도모하려고 시도하기도 하였다.

## 생애

### 탄생과 군주 시절
1636년(인조 14년) 4월 28일, 인조의 둘째 아들인 봉림대군(효종)과 풍안부부인 장씨(인선왕후)의 둘째 딸로 태어났다. 언니인 숙신공주가 요절하였기 때문에, 대부분의 사서에는 첫째 딸로 기록되어 있다.
1637년(인조 15년), 아버지 봉림대군과 어머니 장씨가 청나라 심양에 볼모로 끌려가게 되었는데, 당시 돌이 채 되지 않았던 숙안공주는 부모와 같이 청나라로 가지 않고 궁중에서 양육되었다.
1645년(인조 23년), 소현세자가 급서한 이후 아버지 봉림대군이 왕세자로 책봉되자, 다음 해인 1646년(인조 24년) 왕세자의 적녀에게 내려지는 작위인 군주(郡主)로 봉작되어 숙안군주(淑安郡主)가 되었다.
1649년(인조 27년) 4월, 현감 홍중보의 아들인 홍득기(洪得箕)가 익평부위(益平副尉)로 간택되었다. 그러나 다음달인 5월 8일에 인조가 사망하여 혼례가 미루어졌다.

### 공주 시절
인조 승하 후, 아버지 효종이 즉위하여 숙안공주(淑安公主)에 봉해졌다. 혼인이 결정된 익평부위 홍득기는 익평위(益平尉)로 진봉되었다. 인조의 삼년상을 마치기 전까지 혼례가 마땅히 미루어져야 했지만 1650년(효종 1년) 조선의 공주를 비(妃)로 맞이하겠다는 청나라의 섭정왕 도르곤의 구혼이 있자, 효종은 다음해 1월, 간략한 절차로 숙안공주와 홍득기의 가례를 진행하였다. 공주를 대신해 종실 금림군의 딸이 효종의 양녀가 되어 의순공주의 작위를 받고 도르곤의 비(妃)가 되었다.
1673년(현종 14년) 6월 29일, 남편 홍득기가 특별히 봉군되어 익평군이 되었다.

### 불행
1673년 11월 27일에는 남편 홍득기가 39세의 나이로 급작스레 사망하였다. 1689년(숙종 15년)에 발발한 기사환국 후 선왕의 딸이자 현왕의 고모인 어머니의 뒷배를 믿고 악행을 거듭해온 아들 홍치상(洪致祥)이 교형(絞刑)에 처해졌다.
| “ | 그전부터 조정의 진신(搢紳)이 내관(內官)과 결탁하고, 궁인들이 궁가(宮家)와 내통하는 것은 모두 통렬하게 금하는 법이기에 지난해에 비망기에다 언급했던 것이고 다른 뜻이 있었던 것이 아니었다. 그런데도 여러 공주들이 이로부터 의심을 품고 전과 크게 달라지므로 내가 마음을 썩여온 지 이미 오래인데, 군상(君上)을 모함하고 욕했으니, 어찌 앙화(殃禍)가 없을 일이겠는가? | ” |
|   | — 숙명공주와 숙안공주의 무례함과 불경함에 숙종이 분노하며 한 말 《숙종실록》 18권, 숙종 13년(1687년 9월 13일) (무자) |   |

### 죽음
1697년(숙종 23년) 12월 22일 훙서하였다. 숙종은 비망기를 내려 그 상제를 동생인 숙휘공주의 것을 따르게 하였고 선왕대의 관례에 따라 친히 숙안공주의 초상에 나아가 임곡하였다. 숙안공주는 남편 홍득기의 무덤에 같이 안장되었다. 두 사람의 묘는 경기도 양평군 용문면 화전리 산 24에 위치하고 있다.

## 행적
효종의 딸, 현종의 큰누나, 숙종의 고모라는 입장을 앞세워 횡포를 부리고 백성의 땅과 세금을 갈취하여 세 왕의 노골적인 비호에도 불구하고 탄핵과 소송이 끊이지 않았다. 또한, 정사에 간여하여 조카인 숙종에게 정승 임명에 대한 불만을 토로했고, 기사환국 후엔 아들 홍치상을 잃은 원한을 갚기 위해 서인에게 자금을 대어주고 환국과 인현왕후의 복위를 도모하다가 1694년 3월 26일 체포된 한중혁, 이시도 등의 자백으로 발각되어 극형을 피하기 어려웠지만 다음날 숙종이 일으킨 갑술환국으로 무사할 수 있었다.
 
“익평위(益平尉) 홍득기(洪得箕)의 궁노(宮奴)가 우금(牛禁)을 범해 놓고도
이를 단속한 관리를 마구 때렸는가 하면,
또 궁노를 이끌고 본조 참의 이척연(李惕然)의 집에 가서 난동을 부렸으니,
이는 예나 지금이나 없던 변고입니다.
궁노를 엄하게 다스려 법을 무시하고 제멋대로 행동하는 풍조를 징계하소서.”

 — 《효종실록》 8권,
효종 3년(1652년 청 순치(順治) 9년) 1월 12일 (을유)
 
익평(益平)의 궁노(宮奴)는 완산(完山) 등에 전장(田庄)을 설치하고
청평(靑平)의 궁노는 호내(湖內) 등에 전장을 설치하였다 합니다.
나라안의 작은 전지라도 어찌 임금의 땅이 아니겠습니까.
산택(山澤)이 개간되지 않았다면 그만이겠으나,
개간되었다면 백성이 그 가운데에서 대대로 갈아먹되
공전(公田) 사전을 가리지 못하는 것이 어찌 한정이 있겠습니까.
입안(立案)하여 준 내수사 소속의 기름진 전토가 분명히 부족한 것이 아닌데,
무슨 까닭으로 불분명한 민전을 침탈하여 그 근방에 사는 신구(新舊) 백성이
집을 헐고 유리(流離, 거처를 찾아 여기저기 떠돌아다님)하게 합니까.

 — 《효종실록》 9권,
효종 3년(1652년 청 순치(順治) 9년) 11월 13일 (신사)
 
숙정 · 숙안 두 공주가 계하(啓下, 왕의 허가를 받음)된 공사(公事)라는 핑계를 대고
신천(信川) · 재령(載寧) · 평산(平山) 등지의 민전(民田)을 불법으로 탈취했는데,
평산 부사 윤겸(尹㻩)이 공갈 협박하는 말에 겁먹은 나머지
아첨할 목적으로 꾀를 내어 허다한 민전을 모조리 궁가의 소속으로 만들었으므로
백성들이 생업을 잃고 원망하는 소리가 하늘을 찔렀다.
 — 《현종실록》 5권,
현종 3년(1662년 청 강희(康熙) 1년) 7월 13일 (갑신)
 
| “ | 숙안공주의 집을 지금 바야흐로 수선을 하고 있는데 100명에 가까운 공장(工匠)들과 들어가는 많은 물건들이 이미 말할 수가 없을 정도입니다. | ” |
 — 《현종개수실록》 23권,
현종 11년(1670년 청 강희(康熙) 9년) 10월 18일 (임인)
 
임금이 비망기(備忘記)를 내리기를,
“숙안공주방의 김해(金海) 땅 언답(堰畓)은 절수(折受)한 지가 이미 오래되었는데
본 고을이 간사한 백성들의 무소(誣訴)함을 듣고 믿어서
면세된 전답을 마음대로 빼앗아 주는데 매우 근거가 없다.
그러므로 어떤 것은 수본(手本)을 인하기도 하고 어떤 것은 상언을 인하기도 하지만,
그들 다 시행하지 말고 그대로 해궁(該宮)에 소속되게 한 것은
두 차례나 결정하여 준 것인데, 본읍의 수령은 전후의 판부(判付)를 무시하고
끝내 이를 빼앗아 김연상(金連上) 등에게 주었다 하니, 이 일은 매우 놀랍다.
당해(當該) 김해 부사(金海府使)를 먼저 종중 추고(從重推考)하라.”
하였다.
 — 《숙종실록》 16권,
숙종 11년(1685년 청 강희(康熙) 24년) 8월 21일 (기유)
 
“김해(金海)는 비안공주방(比安公主房, 숙안공주)에서 절수한 곳인데
 궁차(宮差)가 세력을 빙자하여 민전(民田)을 침탈하고 있습니다.
 이를 본도로 하여금 자세히 조사하여 계문하게 하고
 궁차의 죄를 다스리기를 청합니다.” 하니,
임금이 말하기를,
“대관들이 들은 것은 간사한 백성들의 무소(誣訴)에서 나온 것 같다.” 하고는
윤허하지 않았다.
 — 《숙종실록》 16권,
숙종 11년(1685년 청 강희(康熙) 24년) 12월 18일 (갑진)
 
전교하기를,
“나라의 기강이 무너지니 사람들이 법을 두려워하지 않아 궁인(宮人)들은 왕족들과 결탁하고,
왕족들은 사대부들과 결탁하여 갖가지로 아첨하고 없는 사실을 날조하며
음흉한 소문을 지어내어 군주를 모함하는 습관은 진실로 매우 통탄할 일이다.
지금부터 이와 같은 일은 드러나는 대로 효시(梟示)하는 것을 영갑(令甲: 법)으로 삼도록 하라.”
하였다.
【임금의 전교 가운데 왕족은 대체로 여러 공주들(숙안공주, 숙명공주, 숙휘공주)을 가리킨 것으로서,
익평공주(益平公主, 숙안공주)의 집이 더욱 의심을 받았다. 나중에 대신이 사정을 알려 환수하였다.】
 — 《숙종실록》 17권,
숙종 12년(1686년 청 강희(康熙) 25년) 12월 14일 (갑자)

## 가족 관계
| - 조부 : 인조(仁祖, 1595 ~ 1649) - 조모 : 인열왕후(仁烈王后, 1594 ~ 1636) - 부왕 : 효종(孝宗, 1619 ~ 1659) - 외조부 : 신풍부원군(新豊府院君) 장유(張維, 1587 ∼ 1638) - 외조모 : 영가부부인(永嘉府夫人) 김이순(金二順, 1587 ~ 1654) - 모친 : 인선왕후(仁宣王后, 1618 ~ 1674) - 언니 : 숙신공주(淑愼公主, 1634 ~ 1645) - 여동생 : 숙명공주(淑明公主, 1640 ~ 1699) - 남동생 : 현종(顯宗, 1641 ~ 1674) - 여동생 : 숙휘공주(淑徽公主, 1642 ~ 1696) - 여동생 : 숙정공주(淑靜公主, 1646 ~ 1668) - 여동생 : 숙경공주(淑敬公主, 1648 ~ 1671) | - 시부 : 홍중보(洪重普, 1612 ~ 1671) - 시모 : 이현영의 딸 한산 이씨 - 남편 : 익평위(益平尉) 홍득기(洪得箕, 1635 ~ 1673) - 아들 : 홍치상(洪致祥, 1654 ~ 1689) - 며느리 : 전주 이씨(? ~ 1674) - 이정영의 3녀 - 손자 : 홍태유(洪泰猷, 1672 ~ 1715) - 며느리 : 황제한(黃濟閑, 1658 ~ ?) - 황진(黃璡)의 딸 - 손녀 : 심증현(沈曾賢)의 처 - 손녀 : 신사성(申思聖)의 처 - 며느리(측실) - 서손녀 : 신영(申瑩)의 처 |

## 숙안공주가 등장하는 작품
- 《장희빈》 (KBS 2TV 2002년~2003년, 배우:김영란)

## 관련 문화재
- 숙안공주묘 - 양평군 향토유적 제28호

## 같이 보기
| - 효종 - 현종 - 숙종 - 인선왕후 - 홍득기 - 서인 - 기사환국 - 인현왕후 - 희빈 장씨 | - 숙명공주 - 숙휘공주 - 영빈 김씨 - 숙빈 최씨 - 장렬왕후 - 명성왕후 - 조태채 - 민진후 - 김춘택 |

### 주해
1. ↑    - 노소론을 번갈아 자칭해 분란을 일으킨 것,
  - 처족 이사명과 뜻을 함께하여 내분을 일으키고 숙종의 신임을 받던 종실 동평군을 숙종의 시역을 꾀하는 대역범으로 무고하려고 계획한 것.
  - 무고죄가 드러나자 벌을 피하기 위해 아무 것도 모르는 김석연(숙종의 외숙부)에게 죄를 뒤집어 씌우려한 것.
  - 대왕대비(장렬왕후)에게 한자 서신으로 정치를 논하며 조롱한 것.
  - 1687년 처조카인 영빈 김씨(당시 귀인)과 내통하여 조사석이 우의정으로 발탁된 것이 숙종의 총애를 받던 희빈 장씨(당시 소의)의 어머니와 친밀한 관계라 청탁을 넣은 덕분이란 유언비어를 만들어 유포한 것.
  - 유언비어 날조 및 유포죄가 드러나자 숙명공주에게 뒤집어 씌우려고 한 것 등을 말한다.

갑술환국 후 숙종은 공주를 위로해야 한다는 노론의 주청으로 홍치상을 특별히 복관해주었는데,

무고의 옥이 발생한 후 희빈 장씨에 대한 숙종의 감정이 나쁜 것을 기회삼아 홍치상의 아들 홍태유가 격쟁을 울려 아비의 무죄와 억울함 죽음을 공표해달라고 하자,

숙종은 격분하여 홍치상의 복관을 취소해 다시 폐서인으로 강등하고 이후에도 거듭해 홍치상을 영구히 복관치 말라는 명을 내렸다.

홍치상은 영조 시대에 복관되었지만, 정조는 왕실 내척의 폐단으로 홍치상을 예로 삼기도 했다.
출처 : 조선왕조실록(숙종,숙보,영조,정조)